# 오수봉
오수봉(吳守奉, 1958년 7월 7일~)은 대한민국의 전직 하남시의원, 기초단체장이다. 재선 하남시의원으로 재직하다가, 전임 이교범 시장의 피선거권 상실로 치러진 4·12 재보궐선거에 더불어민주당 후보로 출마해 당선되었다.

## 학력
- 1971년 여수봉덕국민학교 졸업
- 1974년 돌산중학교 졸업
- 1996년 고등학교 검정고시 합격
- 1999년 명지전문대학 행정학과 전문학사
- 2002년 서경대학교 경영학 학사

## 경력
- 경기 하남시장 비서실장
- 합기도 종우체육관 관장
- 명지대학교 사회교육원 운동처방학과 강사
- 2010.07~2014.06 제6대 경기도 하남시의회 의원
- 2012.07~2014.06 제6대 경기도 하남시의회 후반기 의장
- 2014.07~2017.03 제7대 경기도 하남시의회 의원
- 2017.04~2018.06 제17대 민선 6기 경기 하남시장(초선, 더불어민주당)

## 전과
- 직권남용권리행사방해: 벌금 10,000,000원 - 2020년 9월 24일 선고[1]

## 수상
- 2011 제1회 경기의정대상 조례제정분야 의정대상

## 역대 선거 결과
|  | 33.33% |

|  | 19.89% |

|  | 26.42% |

|  | 37.80% |